# Мак Ірина Ігорівна
Ірина Ігорівна Мак (нар. 3 липня 1970, Київ) — українська акторка театру та кіно. Заслужена артистка України (2024).

## Біографія
1994 року закінчила Київський державний інститут театрального мистецтва ім. І.К. Карпенка-Карого (курс н.а. України Ю. Ткаченка). З 1994 працює у Київському театрі драми і комедії на лівому березі Дніпра.

## Фільмографія
| Рік  |    | Назва                             | Роль                |
| ---- | -- | --------------------------------- | ------------------- |
| 1994 | с  | Царівна                           | Оксана              |
| 2006 | с  | Повернення Мухтара-3              | Хом'якова           |
| 2006 | с  | Жіноча робота з ризиком для життя | епізод              |
| 2008 | ф  | Владика Андрей                    | Графиня Фредро      |
| 2008 | с  | Загін                             | Епізод              |
| 2009 | с  | Повернення Мухтара-5              | Єрьоміна            |
| 2009 | с  | Життя на двох                     | Епізод              |
| 2009 | с  | За законом                        | Надія Круглова      |
| 2010 | с  | Паршиві вівці                     | Ганна               |
| 2010 | с  | Я тебе нікому не віддам           | Епізод              |
| 2011 | с  | Арифметика підступності           | Людмила Булатнікова |
| 2011 | с  | Кульбаба                          | Зельдова            |
| 2011 | с  | Темні води                        | Сусідка бабусі      |
| 2011 | с  | Чемпіони з підворіття             | Епізод              |
| 2017 | кф | Лев                               | Епізод              |
| 2018 | ф  | Казка про гроші                   | Бучилиха            |
| 2020 | с  | Спіймати Кайдаша                  | Маруся Кайдашиха    |
| 2020 | с  | Доктор Віра                       | Мама Віри           |
| 2020 | ф  | Номери                            | Друга               |
| 2021 | с  | Бідна Саша                        | Ніна                |
| 2021 | ф  | Носоріг                           | Мати Носорога       |
| 2022 | кф | ГКЧП                              | Галя                |

## Театральні ролі
Київський академічний театр драми і комедії на лівому березі Дніпра
- 1993 — «Чарівниця» за п'єсою «Безталанна» Івана Карпенка-Карого; реж. Дмитро Богомазов — Варка, Софія
- 1995 — «Дві Баби-Яги» Р. Сефа; реж. Т. Кареліна — Дуня
- 1995 — «Я вам потрібен, панове!» за п'єсою «На кожного мудреця доволі глупоти» Олександра Островського; реж. Едуард Митницький — Манефа
- 1995 — «Що завгодно, або Дванадцята ніч» Вільяма Шекспіра; реж. Дмитро Богомазов — Олівія
- 1997 — «Кручений біс» Ф. Сологуба; реж. Юрій Одинокий — Дарія Рутилова
- 1998 — «Венеційський мавр» («Отелло») Вільяма Шекспіра; реж. Дмитро Богомазов — Біанка
- 1999 — «Забаганки Маріанни» за п'єсою Альфреда де Мюссе; реж. Дмитро Богомазов — Маріанна
- 1999 — «Довічний чоловік» Ф. Достоєвського; реж. Олексій Лісовець — Марія
- 2000 — «Нехай одразу двох не любить…» М. Старицького; реж. М. Яремків — Галина Шеньова
- 2001 — «Багато шуму в Парижі» за п'єсою «Пан де Пурсоньяк» Мольєра; реж. Дмитро Богомазов — Жюлі
- 2001 — «Глядачі на виставу не допускаються» за п'єсою М. Фрейна «Театр»; реж. Юрій Одинокий — Флавія Брент, вона ж Белінда Блеяр
- 2003 — «Море... Ніч... Свічки...» (за п'єсою Й. Бар-Йосефа «Це велике море» — Дівчина
- 2004 — «Вишневий сад» Антона Чехова; реж. Л. Зайкаускас — Дуняша
- 2005 — «Ромео і Джульєтта» за п'єсою Вільяма Шекспіра; реж. Олексій Лісовець — Леді Капулетті
- 2006 — «Які у вас претензії до дружини?» (Голубчики мої!…) за творами Федора Достоєвського та Олександра Володіна; реж. Ю. Погребнічко — Беляєва
- 2006 — «Черга» Олександра Морданя; реж. Дмитро Богомазов — Дама
- 2007 — «Останній герой» Олександра Морданя; реж. Дмитро Богомазов — Сталіна Петрівна, Тетяна
- 2008 — «Не все коту масляна» Олександра Островського; реж. Олексій Лісовець — Дарія Федосіївна Круглова
- 2010 — «Вася повинен зателефонувати» за п'єсою «Прогулянка в Лю-Бльо» Катерини Рубіної; реж. Катерина Степанкова — Люля
- 2011 — «Дон Жуан, або Уроки зваблювання» за п'єсою А. Міллера «Прощання Дон Жуана»; реж. Дмитро Богомазов — Донна Анна
- 2016 — «Безприданниця. Версія» за п’єсою «Безприданниця» Олександра Островського; реж. Тамара Трунова — Харита Огудалова
- 2019 — «Гарантія 2 роки» за п'єсою «Людяна людина» Сіррку Пелтоли; реж. Тамара Трунова — Анну
- 2021 — «Дім» Ніколи МакКартні; реж. Тамара Трунова — Енні
- 2021 — «Батько» за п'єсою Флоріана Зеллера; реж. Стас Жирков — Анна